# Бенабарре
Бенабарре (ісп. Benabarre, кат. Benabarri,Benavarri) — муніципалітет в Іспанії, у складі автономної спільноти Арагон, у провінції Уеска. Населення — 1199 осіб (2009).
Муніципалітет розташований на відстані близько 400 км на північний схід від Мадрида, 75 км на схід від Уески.
На території муніципалітету розташовані такі населені пункти: (дані про населення за 2009 рік)
- Алер: 45 осіб
- Антенса: 13 осіб
- Бенабарре: 920 осіб
- Каладронес: 74 особи
- Кастільйо-дель-Пла: 20 осіб
- Сіскар: 23 особи
- Естанья: 7 осіб
- Пільсан: 17 осіб
- Пуррой-де-ла-Солана: 58 осіб

## Демографія
Динаміка населення (INE ):